# Een kind bij de Smurfen
Een kind bij de Smurfen is het 26ste stripalbum uit de reeks De Smurfen. Het is het eerste album dat bij Standaard Uitgeverij werd uitgegeven. Het verscheen in het Nederlands voor het eerst in 2008 en werd herdrukt met een nieuw logo in 2011. De oorspronkelijke, Franse versie kwam in 2007 uit.

## Het verhaal
Een ooievaar waar Grote Smurf op vliegt, valt neer op het veld van een boer. Die helpt de ooievaar. Grote Smurf houdt een oogje en het zeil en komt dagelijks kijken. Op een dag laat de man de herstelde vogel vrij.
Op een ochtend vindt Koksmurf een mensenkind in het bos. De jongen holt de Smurf achterna en belandt zo in het dorp. Het jongen is erg vervelend en maakt het dorp aardig stuk. Grote Smurf laat hem met een tovermiddel stoppen. De jongen, Lieven, maakt duidelijk dat hij van bij de boer komt, hij is zijn neef. Grote Smurf stuurt hem per ooievaar een bericht. Ze besluiten het nare kind zelf wat op te voeden en laten hem zijn schade herstellen. Ook nemen ze hem mee om vruchten te plukken, maar daarbij lopen ze Gargamel tegen het lijf. Gargamel vangt de Smurfen en neemt Lieven mee als zijn slaafje. Samen beramen ze een plan. Lieven bevrijdt enkele Smurfen en samen roepen ze de anderen op om naar Gargamel te gaan om ook de rest te bevrijden. Ze lopen in de val, maar de ooievaar schiet hen te hulp. Gargamel en Azraël vallen in een waterput. Grote Smurf maakt Lieven duidelijk dat hij net als Gargamel kan worden als hij zo gemeen blijft doen. Lieven wordt naar zijn oom gebracht. Samen kunnen ze het goed vinden, maar de gevolgen van Lievens komst blijven nog even nazinderen in het dorp.